# 간반

간반의 법칙.

간반(일본어: 看板)은 상품 스케줄링 시스템 중의 하나로, 기민하게 그리고 적시에 상품을 출시하기 위한 스케줄링 시스템이다.

## 같이 보기
- 제약 조건 이론
- 간반 (소프트웨어 개발)
- 린 생산
- 공급망 관리
- 피드백